# Rhytisma acerium
Rhytisma acerium là một loài Ascomycetes trong họ Rhytismataceae. Loài này được Pers. Fr. miêu tả khoa học đầu tiên năm.
Đây là loài gây hại phát triển phổ biến ở Uzbekistan.